# Мекај Фајфер
Мекај Фајфер (енгл. Mekhi Phifer; рођен 29. децембра 1974. у Њујорку), амерички је филмски, ТВ и позоришни глумац и редитељ.
Године 1994, Фајфер је присуствовао позиву за отворени кастинг који је водио режисер Спајк Ли за његов филм Дилери. Победио је више од хиљаду других глумаца и добио улогу дилера наркотика уплетеног у прикривање убиства. Након тога је добио улогу у филму Џумбус у гимназији и глумио је у трилеру Још увек знам шта сте радили прошлог лета са Џенифер Лав Хјуит. Такође је глумио са Еминемом у филму 8 миља. Његове запажене телевизијске улоге укључују ону др Грега Пата у медицинској драми НБЦ-ја Ургентни центар. Такође је био редован у Фоксовој крими емисији Лажи ме, а глумио је агента ЦИА Рекса Матесона у четвртом серијалу Торчвуда, познатом као Дан чуда.